# Associação dos Profissionais Sudaneses
A Associação dos Profissionais Sudaneses é uma central sindical ilegal sudanesesa, criada em janeiro de 2014, inicialmente com o objetivo de conseguir um aumento no salário mínimo; a associação foi desmembrada pela repressão governamental, sendo reconstruida em outubro de 2016, com a aprovação de sua carta pelo Comité Central dos Médicos Sudaneses, pela Rede dos Jornalistas Sudaneses e pela Associação Democrática dos Advogados. A Associação dos Profissionais Sudaneses tem sido a principal promotora dos protestos de 2018-2019 que levaram à queda do regime do presidente Omar al-Bashir..

## Membros
A Associação dos Profissionais Sudaneses agrupa as seguintes organizações:
- Comité dos Professores
- Comité Central dos Médicos Sudaneses
- Associação Democrática dos Advogados
- Rede dos Jornalistas Sudaneses
- Associação dos Veterinários Democratas
- Associação dos Professores Universitários
- Sindicato dos Médicos Sudaneses ("legítimo")
- Comité para a restauração do Sindicato dos Engenherios
- Comité Central dos Farmacêuticos
- Associação dos Engenheiros Sudaneses
- Associação dos Artistas Plásticos Sudaneses
- Associação dos Especialistas de Produção Animal
- Associação dos Responsáveis de Saúde
- Comité Central dos Laboratórios Médicos
- Assembleia Profissional dos Farmacêuticos